# 后髮座矮星系
后髮座矮星系是是史隆數位巡天在2006年在后髮座發現的一個矮橢球星系。這個星系距離太陽大約44,000秒差距（140,000光年），並且相對於太陽以98km/s的速度運動。它被歸類為矮橢球星系（dSph），意味著它有著橢圓的形狀（長短軸之比大約為5：3），半光半徑約70秒差距。
后髮座矮星系是銀河系最小和最黯淡的衛星星系之一 —它的集成發光度大約是太陽的3700倍 （絕對視星等大約是-4.1），這遠低於大多數球狀星團的發光度。然而，它的質量大約為120萬太陽質量，對應的質光比約為450。如此高的質光比意味著后髮座矮星系主要的組成是暗物質。
后髮座矮星系的恆恆星族群主要是超過120億年以前形成的老年恆星。這些老年恆星的金屬量也非常低，約在[Fe/H] ≈ −2.53±0.45，這意味著太陽所含的重元素至少是其350倍。后髮座矮星系中的恆星可能是在宇宙中形成的第一批恆星，並且目前在后髮座矮星系中沒有新的恆星形成。到目前為止的測量都沒有發現中性氫 －－意味其上限為太陽質量的46倍。
后髮座矮星系位於和太陽有著相同距離的人馬座星流之中，可能是從人馬座矮橢球星系剝離的恆星組成的。這種關聯性可能顯示后髮座矮星系之前是這個星系的星團或衛星星系。

## 註解
1. ↑  只有Segue 1、Segue 2、牧夫座II和威爾曼1比它黯淡[5]